# Art Devlin

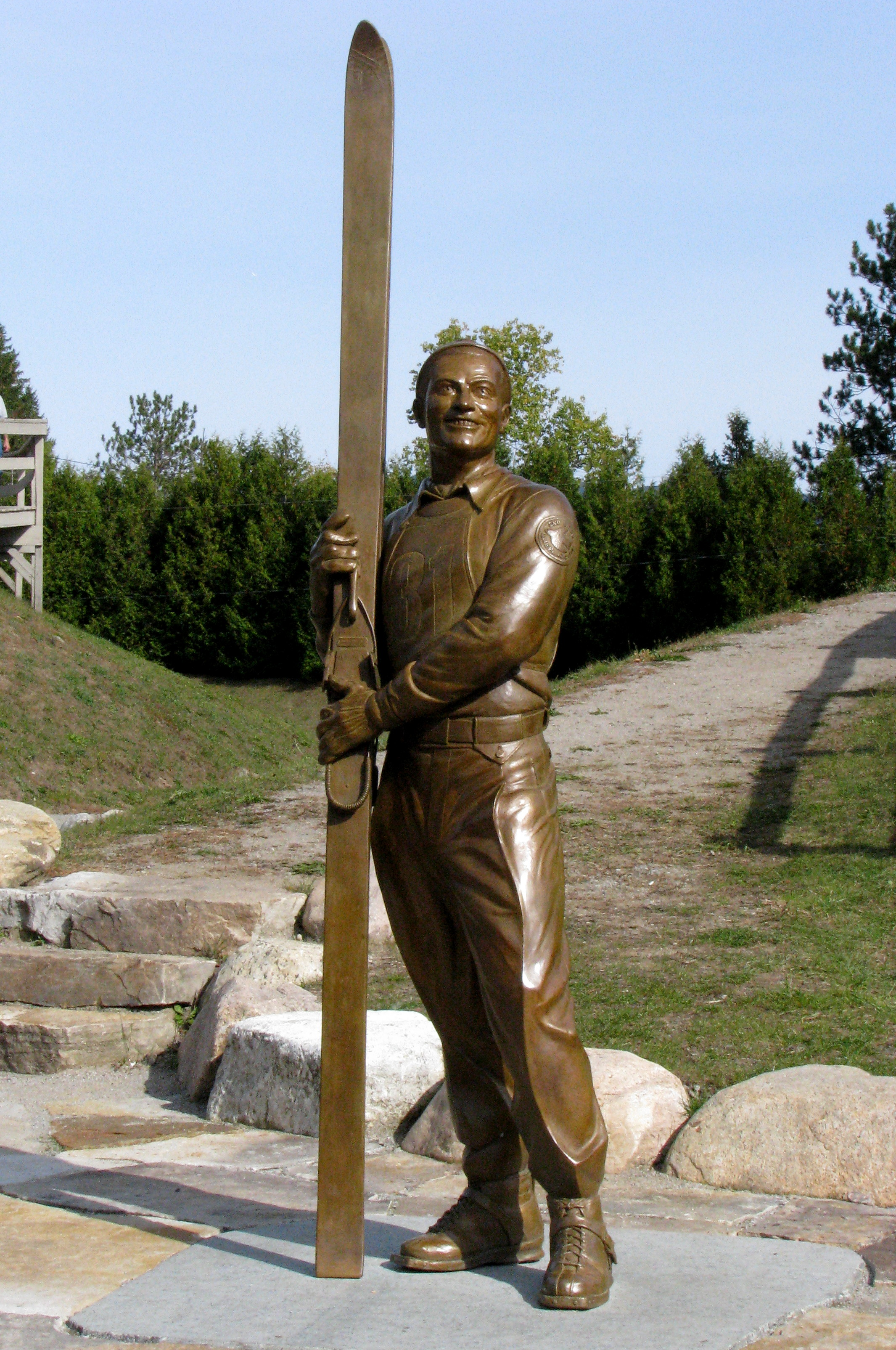
Pomnik Arta Devlina

Arthur Donovan Arthur Donovan Devlin (ur. 7 września 1922  w Lake Placid, zm. 22 kwietnia 2004 tamże) – amerykański skoczek narciarski, dziennikarz i działacz sportowy.
Uczestniczył w walkach II wojny światowej i był odznaczony Purpurowym Sercem. Dwukrotnie brał udział w igrzyskach olimpijskich. W 1952 w Oslo zajął 15. miejsce (skocznia 90 m), natomiast w 1956 w Cortinie d’Ampezzo był 21.
Od 1960 do 1962 pracował dla telewizji CBS, następnie (przez 21 lat) jako komentator ABC-TV. Był wiceprezydentem Komitetu Organizacyjnego Olimpiady w Lake Placid w 1980.

## Igrzyska olimpijskie
- 1952  Oslo – 15. miejsce[1]
- 1956  Cortina d’Ampezzo – 21. miejsce[2]